# 武仙座V636
武仙座V636，又名BD+42 2749，HD 151732、SAO 46288、HR 6242，是武仙座的一颗恒星，视星等为5.87，位于銀經66.7，銀緯40.25，其B1900.0坐标为赤經16h 44m 7.7s，赤緯+42° 40.25′ 1″。